# Vinstvarning
Ett börsnoterat företag kan gå ut med en vinstvarning om de inte längre tror att vinsten för perioden kommer att bli lika hög som tidigare prognosticerat. Om ett bolag tror att vinsten för perioden kommer att överstiga vad de tidigare ansåg kallas det för omvänd vinstvarning. Vinstvarningar brukar oftast komma ut 1-3 veckor innan det är dags att redovisa resultatrapporten. Detta anses vara en lämplig tidpunkt eftersom företaget då har tillräcklig information och inte fördröjer att kommunicera något som kan påverka aktiekursen.